# Diocesi di Tmui

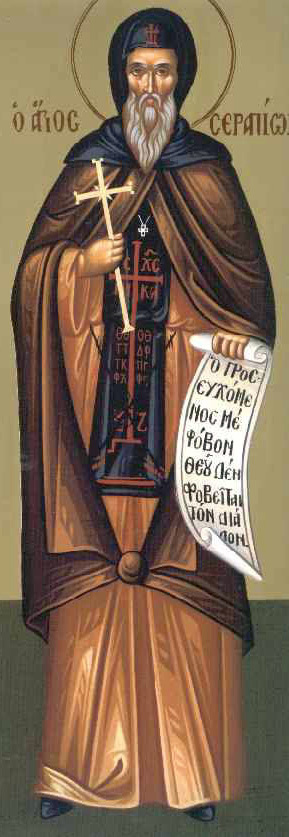
San Serapione di Thmuis.

La diocesi di Tmui (in latino: Dioecesis Thmuisana) è una sede soppressa del patriarcato di Alessandria e sede titolare della Chiesa cattolica.

## Storia
Tmui, identificabile con le rovine di Tell-el-Tmei, è un'antica sede episcopale della provincia romana dell'Augustamnica Prima nella diocesi civile d'Egitto. Faceva parte del patriarcato di Alessandria ed era suffraganea dell'arcidiocesi di Pelusio.
Il primo vescovo conosciuto di questa antica diocesi è Ammonio che, secondo il racconto di Fozio di Costantinopoli, accolse Origene quando questi fu scomunicato e cacciato da Alessandria dal vescovo Eraclio. Ammonio permise ad Origene di predicare nella chiesa di Tmui, cosa che gli costò la deposizione ad opera di Eraclio, che lo sostituì con Filippo. Più tardi, su richiesta dei fedeli, Ammonio fu reintegrato nel suo incarico, rimanendo Filippo come coadiutore nell'amministrazione episcopale. Questi fatti si sarebbe svolti attorno al 230.
Il Martirologio romano commemora al 4 febbraio san Filea. Questo vescovo, assieme ad altri tre prelati egiziani, mentre era in prigione a causa della persecuzione, scrisse una lettera a Melezio di Licopoli, denunciando il suo atteggiamento di intromissione nelle ordinazioni sacre fuori dalla sua diocesi, contro le norme canoniche dell'epoca. Filea, secondo la testimonianza di Eusebio di Cesarea, era di origini greche, appartenente ad una nobile e ricca famiglia, e prima di accedere all'episcopato si era distinto nell'amministrazione pubblica e nella conoscenza della filosofia. Subì il martirio il 4 febbraio di un anno compreso tra il 304 e il 306.
Gli Acta Sanctorum ricordano al 22 maggio un san Donato, vescovo di Tmui. Secondo una passio leggendaria, questi sarebbe stato un presbitero di Aquileia, condannato a morte durante la persecuzione anticristiana nel 301. Miracolosamente risparmiato prima dal fuoco e poi dalle bestie, fu liberato e, partito per l'Egitto, venne eletto vescovo di Tmui; nel 316, durante la persecuzione all'epoca dell'imperatore Licinio, subì il martirio con altri due compagni.
Il vescovo Caio (o Gaio) figura tra i padri che presero parte al concilio di Nicea del 325. In questo stesso periodo, la sede di Tmui era occupata anche da un vescovo meleziano, Efraim; il suo nome infatti appare nella lista, trasmessaci da Atanasio di Alessandria, dei vescovi suoi sostenitori che Melezio di Licopoli inviò all'arcivescovo Alessandro di Alessandria all'indomani del concilio niceno.
Il Corpus delle opere di sant'Atanasio contiene una copia della Lettera festale XI, datata 339, indirizzata al vescovo Serapione di Tmui, monaco e discepolo di sant'Antonio, che fu eletto vescovo in questo stesso anno. Serapione è ancora attestato sulla sede di Tmui nel 354. Serapione fu un importante scrittore e teologo cristiano, autore di diversi trattati.
Al concilio di Seleucia del 359 prese parte il vescovo ariano Tolomeo. Infine al concilio di Efeso del 431 la sede era rappresentata dal vescovo Aristobulo.
A questi vescovi dell'epoca romana e bizantina, Le Quien aggiunge tre vescovi copti, Menna, Elia e Daniele, vissuti fra VIII e XI secolo.
Dal XIX secolo Tmui è annoverata tra le sedi vescovili titolari della Chiesa cattolica; la sede è vacante dal 10 agosto 1964. Il suo ultimo titolare è stato Pierre-Armand-Albert-Lucien Fallaize, vescovo coadiutore di Mackenzie.

## Cronotassi

### Vescovi residenziali
- Ammonio e Filippo † (menzionati nel 230 circa)
- San Filea † (? - febbraio 305/306 deceduto)
- San Donato † (? - circa 316 deceduto)
- Caio (Gaio) † (menzionato nel 325)
  - Efraim † (menzionato nel 327) (vescovo meleziano)
- San Serapione † (339 - dopo il 354)
  - Tolomeo † (menzionato nel 359) (vescovo ariano)
- Aristobulo † (menzionato nel 431)

### Vescovi titolari
- George Thomas Montgomery † (26 gennaio 1894 - 6 maggio 1896 succeduto vescovo di Monterey-Los Angeles)
- Jean Martin Adam, C.S.Sp. † (16 febbraio 1897 - 14 gennaio 1929 deceduto)
- Pierre-Armand-Albert-Lucien Fallaize, O.M.I. † (23 giugno 1931 - 10 agosto 1964 deceduto)